# Provincia de Malleco
Provincia de Malleco är en provins i Chile.   Den ligger i regionen Región de la Araucanía, i den södra delen av landet, 500 km söder om huvudstaden Santiago de Chile. Antalet invånare är 196 190. Arean är 13 433 kvadratkilometer.
Terrängen i Provincia de Malleco är bergig österut, men västerut är den kuperad.
Provincia de Malleco delas in i:

- Angol
- Renaico
- Collipulli
- Lonquimay
- Curacautin
- Ercilla
- Victoria
- Traiguen
- Lumaco
- Puren
- Los Sauces

I omgivningarna runt Provincia de Malleco växer i huvudsak städsegrön lövskog. Runt Provincia de Malleco är det ganska glesbefolkat, med 35 invånare per kvadratkilometer.